# Гастингс, Джордж, 4-й граф Хантингдон
Джордж Гастингс (англ. George Hastings; 1540, Эшби-де-Ла-Зуш, Лестершир, Королевство Англия — 3 декабря 1604) — английский аристократ, 4-й граф Хантингдон, 8-й барон Хангерфорд, 6-й барон Молейнс, 9-й барон Ботро и 5-й барон Гастингс с 1595 года, придворный королевы Елизаветы. До получения титулов заседал в Палате общин.

## Биография
Джордж Гастингс принадлежал к знатному роду, представители которого владели обширными землями в ряде графств Англии, Уэльсе и Ирландии, с XIII века заседали в парламенте как лорды. Джордж родился в 1540 году и стал вторым из четырёх сыновей Фрэнсиса Гастингса, 2-го графа Хантингдона, и Кэтрин Поул. По матери он происходил от последних Йорков и в силу этого обладал гипотетическими правами на английский престол.
После смерти 2-го графа в 1560 или 1561 году основную часть семейных владений и все титулы унаследовал старший из братьев, сэр Генри. Джордж жил в купленном им поместье Гопсолл (Лестершир), а с 1586 — в Лафборо; благодаря выгодному браку он приобрёл значительные владения и связанное с ними влияние в Дербишире. В отличие от остальных братьев, поддавшихся влиянию пуританизма, он сохранил консервативные взгляды на религию (возможно, даже был тайным католиком). Это не мешало добрым отношениям между Гастингсами, хотя ходили слухи, будто Джордж использует колдовство, чтобы свести в могилу старшего брата и добиться короны.
В 1562 году Гастингс заседал в Палате общин как представитель Дербишира. В 1565 году он был посвящён в рыцари, в 1566 — переизбран в парламент на дополнительных выборах, после смерти Уильяма Сент-Ло. В 1571 году сэр Джордж занимал должность верховного шерифа Лестершира, в 1584 и 1586 годах представлял это графство в Палате общин. В 1595 году, после смерти бездетного старшего брата Генри, Гастингс унаследовал семейные владения и титулы. Его положение не стало блестящим, так как наследство было обременено огромными долгами. В последующие годы Джордж участвовал во всех основных событиях политической жизни Англии. Он подтвердил свою лояльность королеве Елизавете после мятежа графа Эссекса (1601), поддержал призвание на престол Якова Шотландского (1603).
Граф умер 30 декабря 1604 года и был похоронен в Эшби де Ла Зуш 25 марта 1605 года.

## Семья
Джордж Гастингс был женат на Доротее Порт, дочери сэра Джона Порта. В этом браке родились:
- Фрэнсис (1560—1595), лорд Гастингс, отец 5-го графа Хантингдона[4];
- Генри (1562—1650)[5];
- Эдуард[6];
- Маргарет[7];
- Кэтрин, жена сэра Уолтера Четвинда и сэра Эдуарда Унтона[8];
- Доротея, жена Джеймса Стюарта и Роберта Диллона, 2-го графа Роскоммона[9][10];
- Уильям (родился и умер в 1593)[11].